# Alan Cobham

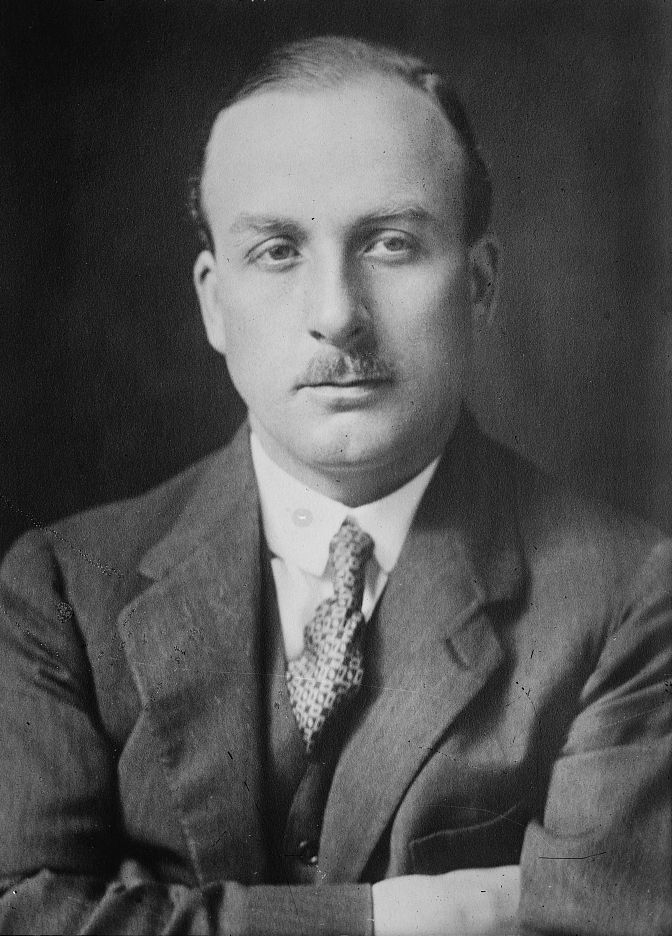
Alan Cobham

Sir Alan John Cobham, KBE (* 6. Mai 1894 in Southwark, London, England; † 21. Oktober 1973 in Bournemouth, England) war ein britischer Luftfahrtpionier und -unternehmer.

## Leben

### Frühe Jahre

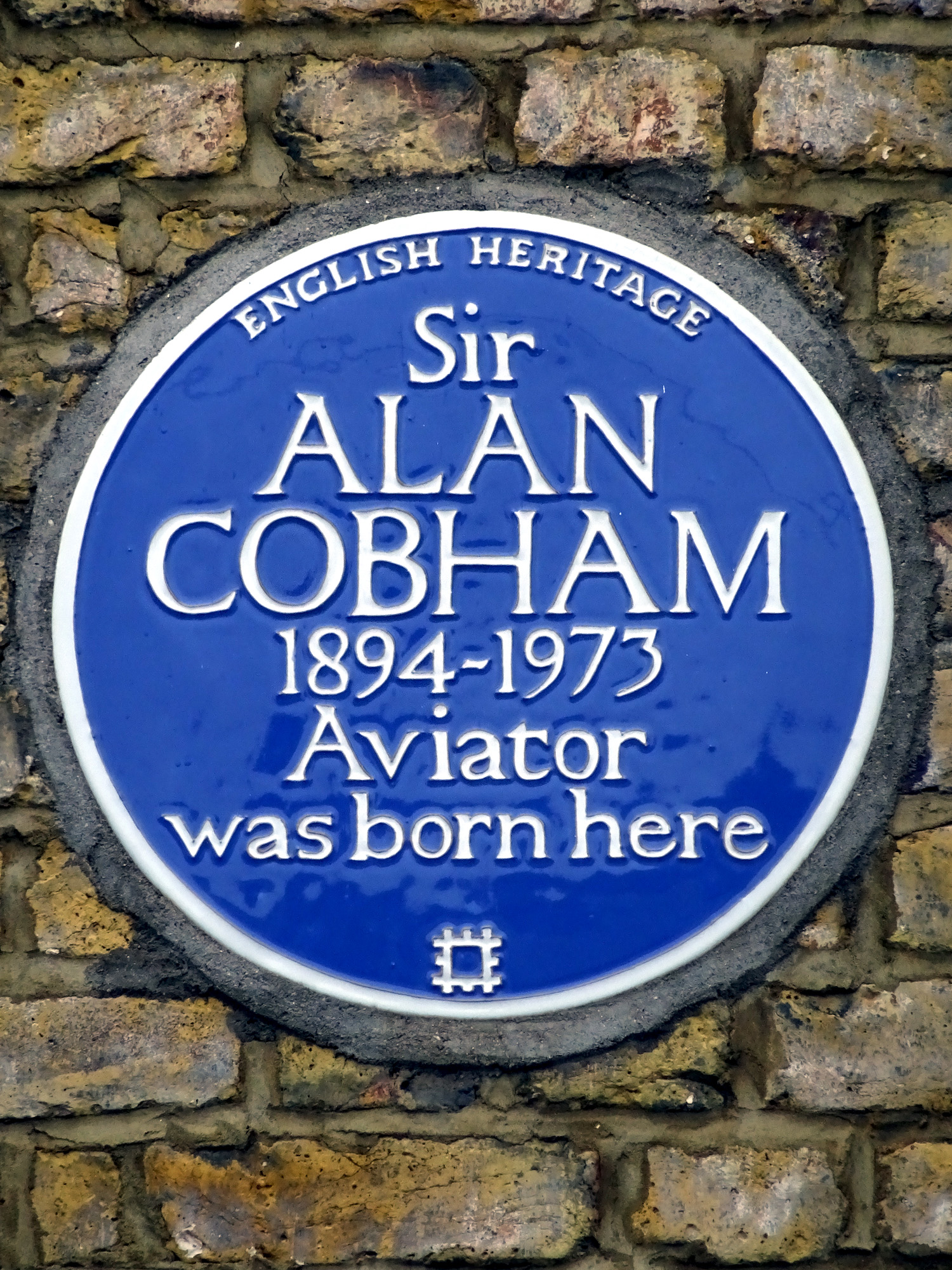
Plakette an seinem Geburtshaus in 78 Denman Road, London, SE15

Sir Alan Cobham wurde am 6. Mai 1894 im Stadtteil Peckham des Londoner Bezirks Southwark geboren. Im benachbarten Stadtteil Camberwell besuchte er von 1904 bis 1909 die Wilson’s School. Mit 15 Jahren verließ er sie und begann 1909 eine Ausbildung bei Hitchcock, Williams & Co, einem weltweit agierenden Großhändler. Knapp vier Jahre später brach er die Ausbildung ab und zog zu Donald Birchley, einem Cousin seines Vaters, in die Brockbury Hall in Herefordshire, circa 60 km südlich von Birmingham, um dort als Farmer zu arbeiten. Dort sammelte er auch erste tierärztliche Erfahrungen.

### Zeit beim Militär
Mit dem Ausbruch des Ersten Weltkriegs 1914 meldete sich Alan Cobham am 14. August 1914 freiwillig beim Militär und war aufgrund seines Wissens über Pferde und Schafe in der Royal Field Artillery für Pferde zuständig. Dadurch wurde er Staff Veterinary Sergeant, was in Deutschland dem Stabsveterinär entspricht. Nachdem er in Frankreich stationiert war und unter anderem auch Aufgaben eines Stabsoffiziers übernahm, fasste er im November 1917 den Beschluss sich beim Royal Flying Corps zu bewerben, wo er auch aufgenommen wurde. Im Mai des folgenden Jahres begann er schließlich mit dem Flugunterricht und nachdem er im Juni mit einer D.H.6 seinen ersten Soloflug abschloss, wurde er ab August als Fluglehrer eingesetzt.

### Unternehmerische Tätigkeit

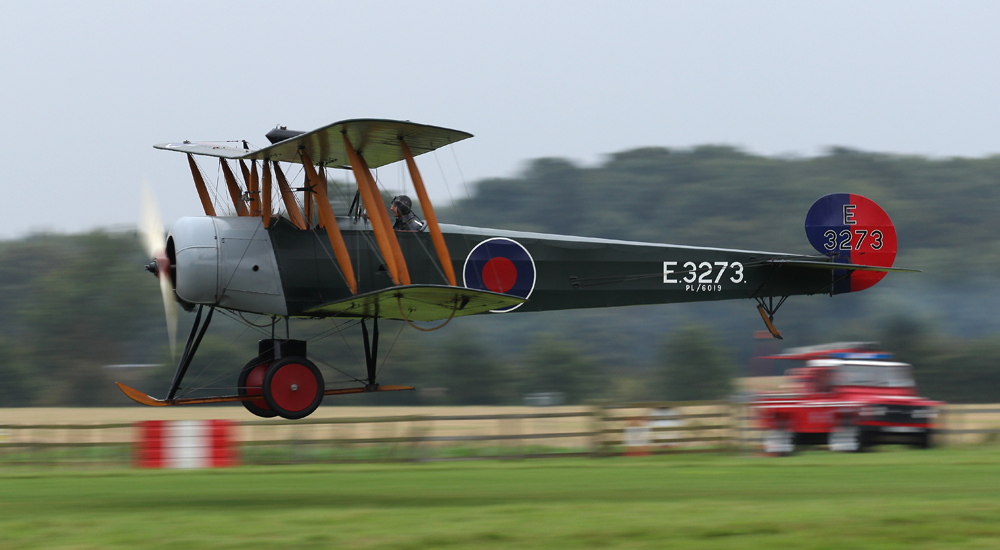
Avro 504K

Im Mai 1919 gründete er mit Fred und Jack Holmes die Berkshire Aviation Company, die Rundflüge in verschiedenen Orten in England anbot. Cobham flog mit einer Avro 504, später kam noch ein zweites Flugzeug hinzu. Damals war das für die meisten Menschen eine Neuheit und Cobham und die Holmes-Brüder brachten dadurch die Fliegerei der Bevölkerung näher. Bereits zu Ostern im folgenden Jahr beendeten sie allerdings die Partnerschaft, da die finanzielle Unterstützung, die sie bis dahin bekamen, nicht mehr fortgesetzt wurde.
Kurze Zeit später bewarb er sich bei der Aircraft Manufacturing Company (Airco), die in der Luftbildfotografie tätig war. Dort arbeitete er wieder als Pilot. Airco ging allerdings auch pleite und Geoffrey de Havilland, der ab 1914 als Chef Designer in der Firma arbeitete, übernahm das Unternehmen im September 1920 und nannte es in De Havilland Aircraft Company um. Diese Firma übernahm dann ein Jahr später auch alle Fotografie-Flüge für den Konzern Aerofilms, der die Luftbildfotografie-Sparte von Airco gekauft hat. Zum gleichen Zeitpunkt wechselte Cobham zu De Havilland.
Bei De Havilland begleitete er zunächst weiterhin Luftbildfotografen um sie in ganz England zu den Objekten zu fliegen. Außerdem war er auch zuständig für Charterflüge, die ihn in verschiedenste Städte Europas führten. Einer der bekanntesten Flüge fand am 28. Juni 1922 statt, also nur zwei Tage vor seiner Hochzeit mit Gladys Lloyd. Er sollte im Auftrag der Times nach Dublin zu den dort ausbrechenden Unruhen fliegen, um Fotos abzuholen. In der Ausgabe am darauf folgenden Tag wurde neben der Fotos auch ein Text von ihm gedruckt, in dem er die Reise beschrieb. 1924/25 entwarf und baute de Havilland die de Havilland DH.60, auch bekannt unter dem Namen Moth (engl. Motte). Die Moth war der Vorgänger zur Tiger Moth, das weltweit erfolgreich als Schulungsflugzeug eingesetzt wurde. Cobham flog mit dem Prototyp einer D.H.60 die 1600 km von Croydon bei London nach Zürich und zurück in einem Tag. Das verschaffte dem Modell und De Havilland bedeutende Aufmerksamkeit.
1931 gehörte Cobham zu den Gründungsmitgliedern der Airspeed Ltd. Dort war er an Experimenten zur Luftbetankung beteiligt. Dazu gründete er 1934 die Firma Flight Refuelling Ltd. (FRL), welche eine für diese Zwecke umgebaute Airspeed Courier verwendete. Die Firma existiert heute unter dem Namen Cobham plc und ist Zulieferer und Entwickler für elektronische Komponenten und Luftbetankungssysteme in der Luftfahrtindustrie. Cobham übergab die Leitung des Unternehmens 1969 seinem Sohn und zog sich auf die Britischen Jungferninseln zurück, kehrte dann aber nach England zurück und verstarb 1973 in Bournemouth.

## Langstreckenflüge

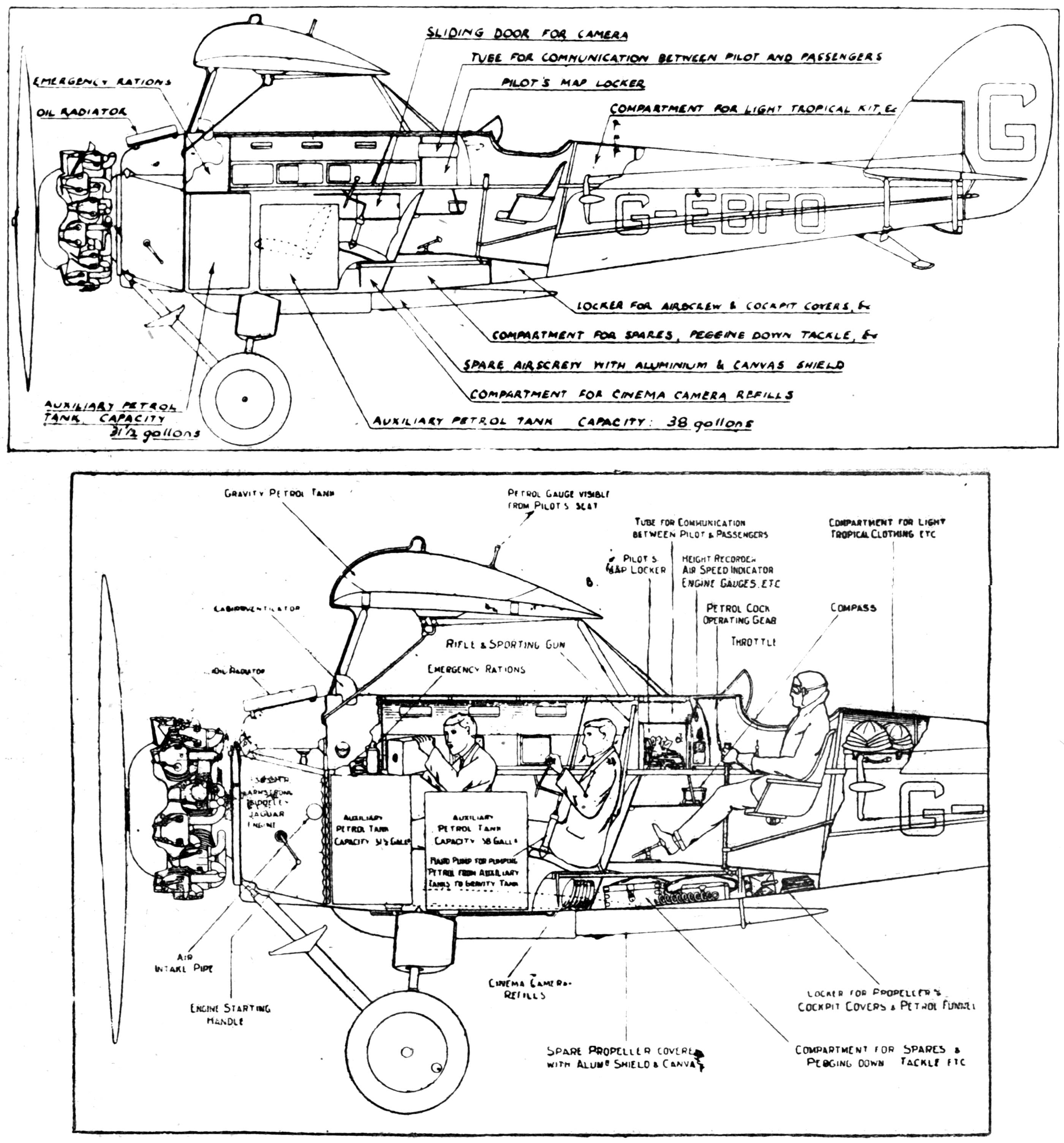
Schnittzeichnung der von Alan Cobham für seinen Flug London–Kapstadt und zurück 1925/1926 genutzten DH.50J G-BEFO (englische Beschriftung)

### Europa und Nordafrika
Mit dem Amerikaner Lucien Sharpe flog er von 1921 an in verschiedenen Etappen durch weite Teile Europas. Im August starteten sie in Paris und flogen unter anderem über Brüssel, Hamburg, Stockholm, Berlin und Prag bis nach Venedig. Über Italien und Frankreich erreichten sie nach drei Wochen wieder Paris. Im Dezember ging es dann erneut über Frankreich nach Spanien und dann weiter nach Nordafrika. Dort steuerten sie auch Casablanca und Rabat an und zurück ging es wieder über Italien. Nach einer Bruchlandung endete die Rundreise in Venedig im Februar. Insgesamt legten sie so 8000 km zurück.

### Indien
Am 20. November 1924 startete Alan Cobham mit Sir Sefton Brancker, dem Leiter der zivilen Luftfahrt in England, nach Karachi in Indien. Über Berlin, Bukarest, die Türkei und Bagdad erreichten sie Karachi zehn Tage später. Vom 28. Februar bis zum 17. März 1925 flogen sie eine sehr ähnliche Strecke zurück.

### Afrika
Zusammen mit Elliot, seinem Mechaniker, und dem Fotografen Emmett startete Cobham am 15. November 1925 nach Kapstadt. Über Paris und Sallum im Nordwesten von Ägypten ging es bis nach Kairo, Johannesburg und dann nach Kapstadt. Am 26. Februar ging es die gleiche Strecke zurück, bis sie letztendlich am 13. März 1926 wieder London erreichten. Kurze Zeit später erschien das von Alan Cobham über diesen Flug geschriebene Buch My Flight to the Cape and Back.

### Australien
Um das Thema der zivilen Luftfahrt dem Parlament in London näher zu bringen, plante Cobham mit einem Wasserflugzeug in London auf der Themse zu landen und so möglichst öffentlichkeitswirksam eine Petition zu überreichen. Um die Wirkung zu verstärken, wollte er einen Langstreckenflug nach Australien und zurück durchführen. Dazu baute er die D.H.50, mit der er auch schon in Indien und Afrika war, um, sodass sie nun mit Schwimmern ausgestattet war. Nur wenige Wochen nach seiner Ankunft aus Afrika startete er mit Elliot am 30. Juni 1926 um Neapel, das Ziel der ersten Etappe, vor Einbruch der Dunkelheit zu erreichen. Die beiden passierten Athen und Bagdad. Zwischen Bagdad und Basra im südlichen Irak wurde Elliot von einem Einheimischen angeschossen und verlor kurz darauf sein Leben. Cobham setzte die Reise wenige Tage später mit Ward, einem Mechaniker der Air Force, die Reise fort. Nach Kalkutta und Singapur erreichten sie am 15. August 1926 Melbourne. Zwei Wochen später flogen sie von dort aus wieder nach London zurück, wo sie am 1. Oktober landeten.

## Werke
- Sir Alan Cobham KBE: Australia and Back A. & C. Black Ltd., London 1926
- Alan J. Cobham: My Flight to the Cape and Back A. & C. Black Ltd., London 1926
- Sir Alan Cobham: Twenty-thousand Miles in a Flying Boat Tempus Publishing, Stroud Erstausgabe: 1930 ISBN 978-0-7524-4181-8 (2007)
- Sir Alan J. Cobham, Christopher Derrick (Hrsg.): A Time to Fly. Shepheard-Walwyn, London 1978, ISBN 0-85683-088-7